# V442 Андромеды
V442 Андромеды (лат. V442 Andromedae), HD 6226 — двойная звезда в созвездии Андромеды на расстоянии (вычисленном из значения параллакса) приблизительно 5105 световых лет (около 1565 парсеков) от Солнца. Видимая звёздная величина звезды — от +6,92m до +6,63m. Возраст звезды определён как около 21,6 млн лет.

## Характеристики
Первый компонент — бело-голубая переменная Be-звезда (BE) спектрального класса B2IVe или B8p. Масса — около 6,349 солнечных, радиус — около 21,008 солнечных, светимость — около 437,84 солнечных. Эффективная температура — около 10799 K.
Второй компонент — красный карлик спектрального класса M. Масса — около 495,83 юпитерианских (0,4733 солнечной). Удалён на 2,769 а.е..